# FC Lootus Kohtla-Järve
FC Lootus Kohtla-Järve este o echipă de fotbal din Kohtla-Järve, Estonia. În 2004 și 2005 a fost cunoscută ca FC Lootus Alutaguse.

## Lotul actual
Din 22 septembrie 2010.
| Nr. |         | Poziție | Jucător               |
| --- | ------- | ------- | --------------------- |
| 2   | Estonia | F       | Roman Vedehhov        |
| 3   | Estonia | F       | Jaan Tarassu          |
| 4   | Estonia | F       | Andrei Škaleta        |
| 5   | Estonia | M       | Dmitri Smirnov        |
| 6   | Estonia | F       | Aleksandr Zahharenkov |
| 7   | Estonia | F       | Vadim Gritsjuk        |
| 8   | Ucraina | M       | Irfan Ametov          |
| 9   | Rusia   | A       | Khampash Abdurašidov  |
| 10  | Estonia | M       | Anton Semjonov        |
| 11  | Estonia | M       | Vassili Kulik         |
| 13  | Estonia | F       | Maksim Pozjabin       |

| Nr. |         | Poziție | Jucător            |
| --- | ------- | ------- | ------------------ |
| 14  | Estonia | M       | Ivan Lihhatsov     |
| 15  | Rusia   | M       | Alexander Mutik    |
| 16  | Estonia | F       | Vitali Vaštšenko   |
| 17  | Estonia | M       | Jan Demidovitš     |
| 18  | Estonia | F       | Roman Nesterovski  |
| 19  | Ucraina | M       | Saddam Huseynov    |
| 20  | Estonia | M       | Victor Aksjonov    |
| 22  | Estonia | P       | Valeri Smelkov     |
| 99  | Estonia | P       | Konstantin Rubtsov |
| ––  | Estonia | F       | Vjatšeslav Smirnov |

## Lootus în fotbalul eston
| Sezon        | Ligă         | Poz          | M   | V  | E  | Î  | GM  | GÎ  | G    | PCs |
| ------------ | ------------ | ------------ | --- | -- | -- | -- | --- | --- | ---- | --- |
| 1998         | 2            | 3            | 14  | 6  | 4  | 4  | 21  | 19  | 2    | 22  |
| 1999         | 2            | 2            | 28  | 21 | 2  | 5  | 81  | 33  | 48   | 65  |
| 2000         | 1            | 6            | 28  | 6  | 4  | 18 | 26  | 54  | –28  | 22  |
| 2001         | 1            | 7            | 28  | 4  | 5  | 19 | 21  | 53  | –32  | 17  |
| 2002         | 1            | 7            | 28  | 5  | 6  | 17 | 24  | 67  | –43  | 21  |
| 2003         | 2            | 1            | 28  | 21 | 4  | 3  | 77  | 23  | 54   | 67  |
| 2004         | 1            | 8            | 28  | 1  | 2  | 25 | 11  | 117 | –106 | 5   |
| 2005         | 3E/N         | 2            | 28  | 16 | 4  | 8  | 69  | 51  | 18   | 52  |
| 2006         | 2            | 8            | 36  | 10 | 3  | 23 | 46  | 99  | 53   | 33  |
| 2007         | 3E/N         | 10           | 26  | 6  | 9  | 11 | 48  | 48  | 0    | 27  |
| 2008         | 3E/N         | 1            | 26  | 22 | 3  | 1  | 113 | 13  | 100  | 69  |
| 2009         | 2            | 2            | 36  | 24 | 2  | 10 | 88  | 48  | 40   | 74  |
| 2010         | 1            |              |     |    |    |    |     |     |      |     |
| Meistriliiga | Meistriliiga | Meistriliiga | 112 | 16 | 17 | 79 | 82  | 291 | −209 | 65  |

E/N – Zona Estică/Nordică